# Krigsarkivet (Sverige)
Krigsarkivet (KrA)  är en arkivmyndighet inom Riksarkivet för myndigheter under försvarsdepartementet. Krigsarkivet har verkat sedan 1805, och är sedan 2020 baserat i Täby med lokaler vid Mätslingan 17 i Arninge; tidigare beläget i Tre Vapens vänstra entréflygel. Arkivet innehar militära handlingar från 1500-talet och framåt.

## Historik

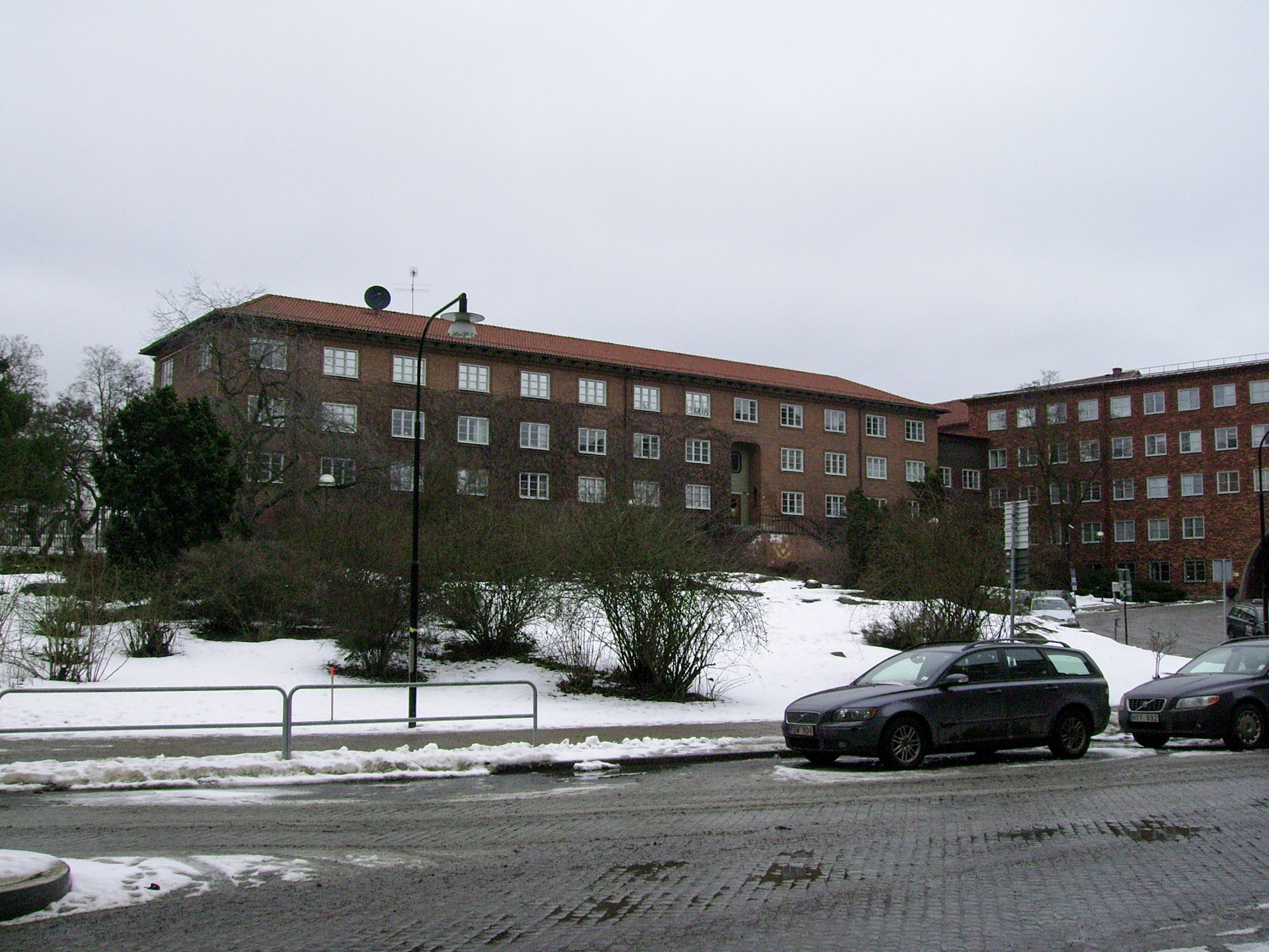
Krigsarkivets tidigare lokaler på Östermalm.

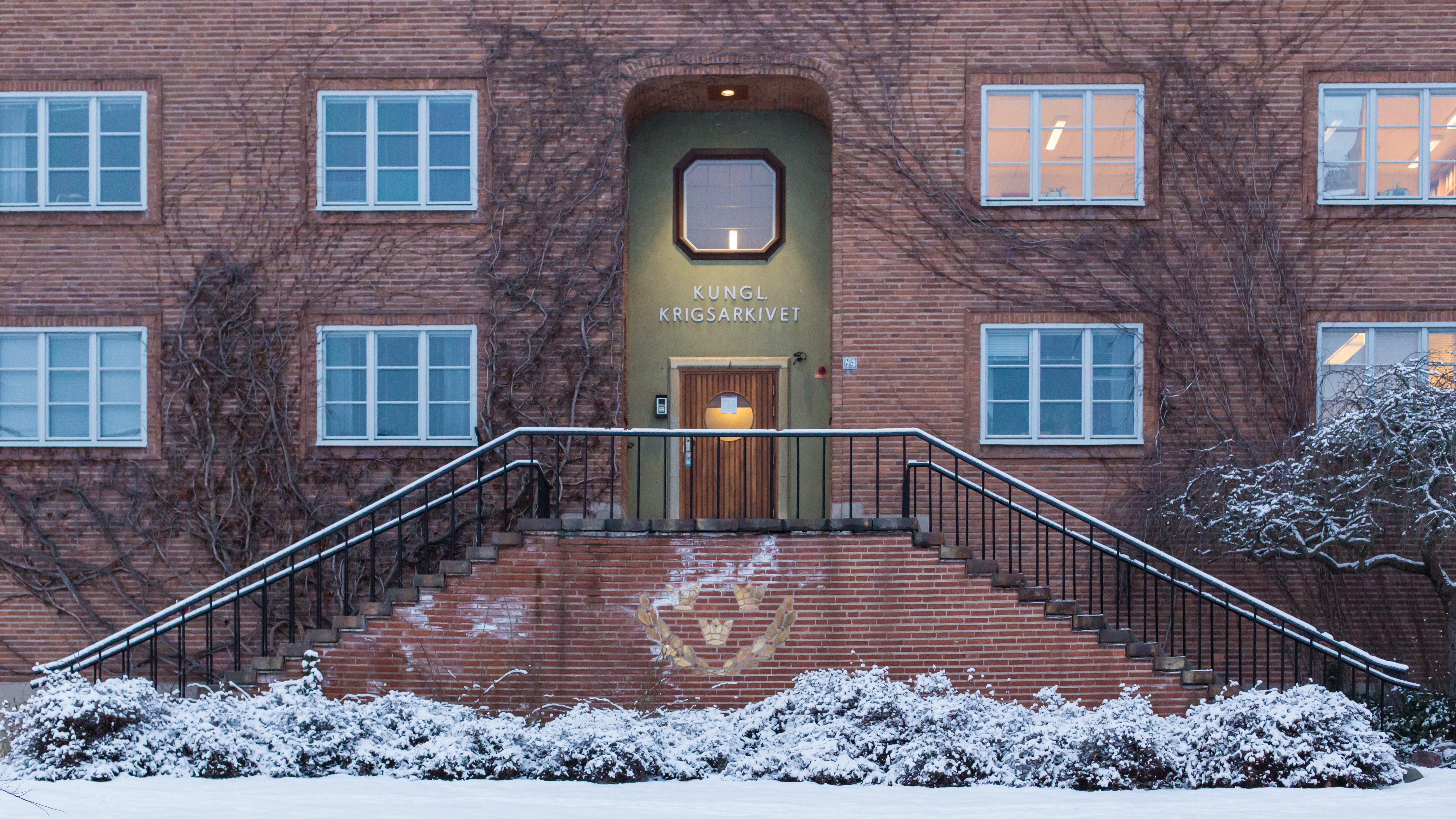
Entrén till Krigsarkivets tidigare lokaler på Östermalm.

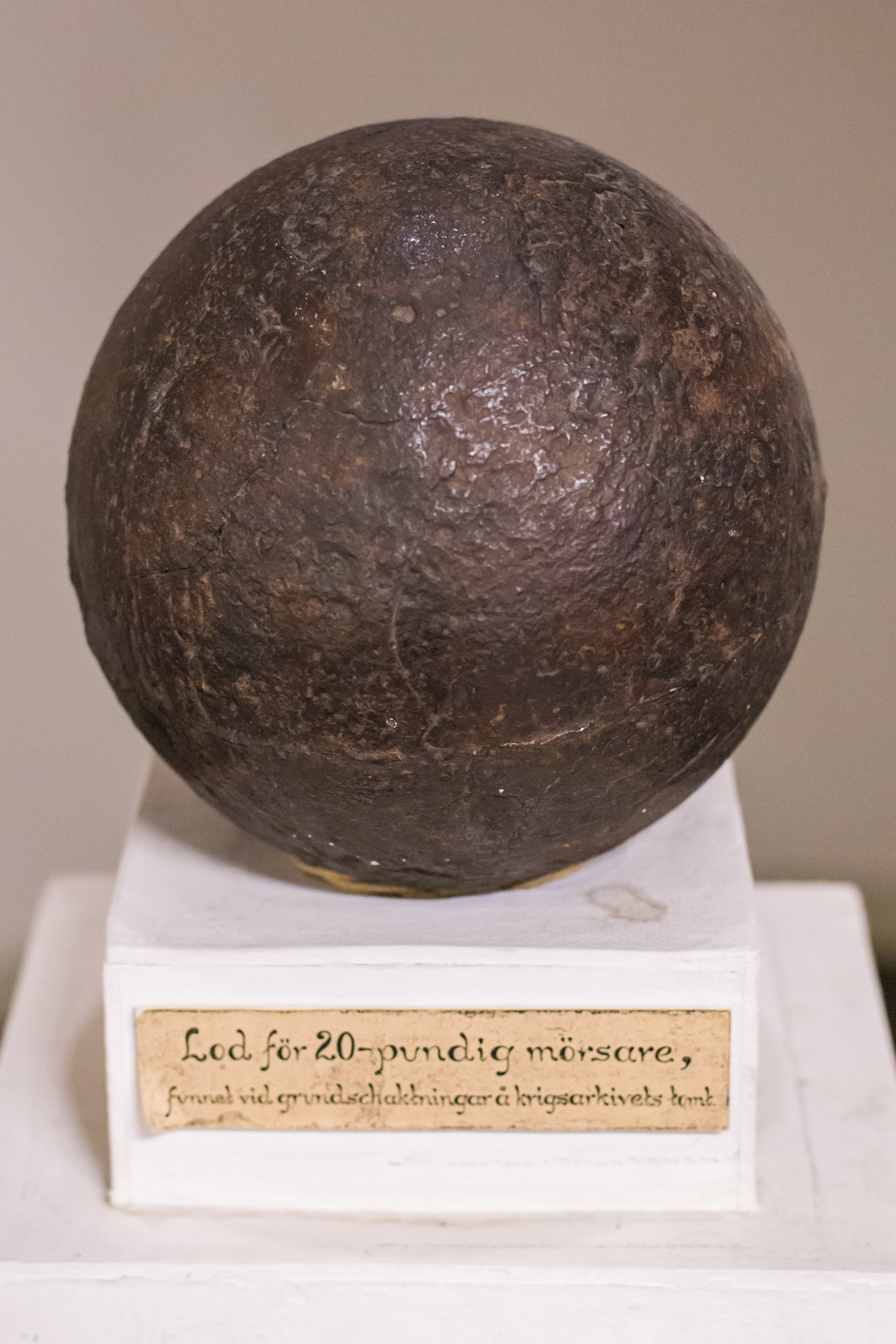
Lod i Krigsarkivets samling

Krigsarkivet tillkom som särskild institution 1805, i samband med att Fältmätningskårens arkiv upprättades och benämndes Konungens krigsarkiv. År 1805 omfattade arkivet endast kartor och krigshandlingar. Arkivet var 1805–1878 inrymt på Munkbrogatan 2, i Piperska palatset tillsammans med Krigskollegium. Åren 1878–1926 var det istället inrymt i Rosenhaneska palatset på Riddarholmen och åren 1926–1947 i Generalstabsbyggnaden på Östermalmsgatan 87. År 1947 flyttade man in i egen byggnad vid Banérgatan 64 på Ladugårdsgärdet, ritad av Cyrillus Johansson, i anslutning till Tre Vapen. Det arkivtorn som planerats att byggas intill den nya arkivbyggnaden uppfördes aldrig till sin fulla storlek. I och med Riksarkivets utvidgning av lokalerna i Arninge flyttade även Krigsarkivet dit 2020.
År 1873 förenades Krigsarkivet med Generalstabens krigshistoriska avdelning och konstituerades som arkivdepå för de militära myndigheternas äldre handlingar. År 1935 skildes Krigsarkivet från krigshistoriska avdelningen och blev en egen enhet, först under Chefen för Generalstaben, från 1937 under Arméstaben. År 1942 beslutade riksdagen att Krigsarkivet skulle vara en egen myndighet knuten till Försvarsstaben och att dess verksamhet också skulle inkludera marinen. Sedan 1995 är Krigsarkivet en avdelning inom Riksarkivet.

## Arkivbestånd
Krigsarkivet innehåller cirka 80 000 hyllmeter handlingar, 600 000 fotografier och 250 000 böcker. Krigsarkivet har en mycket betydande kartsamling med omkring 1 miljon kartor och ritningar varav cirka 35 000 är handritade kartor från 1600–, 1700– och början av 1800-talet. Samlingen innefattar kartor och sjökort från hela världen. 
De flesta handlingar äldre än 40 år är offentliga. Släktforskare kan använda Krigsarkivet för att forska i gångna tiders soldater. 
Närmaste vården om arkivinstitutionen har en krigsarkivarie. 

### Krigsarkivet innehåller följande huvudserier
- den stora och värdefulla kartsamlingen, vari ingår omkring 35 000 handritade stads- och fästningsplaner, de äldsta från 1500-talets slut, krigskartor, topografiska kartor och så vidare
- Krigskollegiums och Amiralitetskollegiums med efterföljares Arméförvaltningens. Marinförvaltningens, Flygförvaltningens och Försvarets materielverks handlingar
- Marinstabens, Flygstabens,  Generalstabens, Arméstabens, Försvarsstabens och Överbefälhavarens arkiv
- övriga militära myndigheters och institutioners, särskilt de olika regementenas, örlogsstationernas, marinförbandens och flygflottiljernas arkiv
- fältarkiv och samlingar av krigshandlingar, särskilt omfångsrika över det stora nordiska kriget och 1808–1809 års krig.
- Rullor med mera över militär personal från 1500-talets slut och framåt
- uppgifter från värnpliktsmönstringar och individuella värnpliktskort (stamkort)
- en omfattande biografisk samling samt flera enskilda arkiv från militära befattningshavare och föreningar med militär inriktning

I anslutning till Krigsarkivet finns ett referensbibliotek, som tar emot allt militärt tryck - bruks- och skötselanvisningar, dokumentation av materiel, riktlinjer och regelverk med mera.

## Krigsarkivarie
Den ansvariga chefen för arkivet har titeln krigsarkivarie. Den förste krigsarkivarien var major Paul Grice.

### Krigsarkivarier
- 1805–1836: Paul Grice
- 1836–1857: Carl Magnus Thulstrup
- 1857–1861: Georg Julius von Axelson
- 1862–1874: Jakob Fredrik Neikter Arosenius [3]
- 1874–1897: Carl Johan Lovén
- 1898–1918: Johannes Petrelli
- 1918–1918: Erik Leijonhufvud (tillförordnad)
- 1918–1919: Severin Bergh
- 1919–1921: Per Kristian Sörensson
- 1921–1959: Birger Steckzén
- 1959–1979: Bertil Broomé
- 1979–1982: Alf Åberg
- 1982–1991: Erik Norberg
- 1992–1995: Leif Gidlöf
- 1996–2009: Ulf Söderberg
- 2009–2012: Karin Åström Iko
- 2013–2016: Ann Hörsell
- 2016–20xx: Bo Berg